# Белков, Владимир Иванович
Владимир Иванович Белков (26 декабря 1941, Вичуга, Ивановская область, СССР — 9 февраля 2022, Иваново, Россия) — советский футболист, тренер. Мастер спорта СССР (1966), Отличник физической культуры и спорта (2000).

## Карьера

### Игрока
Начинал заниматься футболом в Вичуге. В 1961 году молодого игрока заметили и пригласили в ивановский «Текстильщик», с которым тогда работал Михаил Сушков. В 1964 году команда под руководством Юрия Забродина пробилась во вторую группу класса «А». Несколько лет Белков выступал во втором эшелоне советского футбола. Вместе с другими футболистами «Текстильщика» он был удостоен звания мастера спорта СССР. Завершал свою карьеру Белков в «Ковровце». Позднее играл в первенстве Ивановской области за «Меланжист».
С 1963 по 1965 годы спортсмен также выступал во второй группе чемпионата РСФСР по хоккею с шайбой за ивановскую команду «Завода автокранов».

### Тренера
В конце 1974 года вошёл в тренерский штаб «Текстильщика». Являлся помощником Владимира Еремеева. После непродолжительной работы в футбольной спортшколе, Белкова позвали на должность главного тренера кинешемского «Волжанина». В 1983 году вернулся в СДЮШОР-1 «Текстильщик». В нём он работал со спецклассом ребят. Воспитанниками наставника являются известные ивановские футболисты Фёдор Тувин, Алексей Филиппов, Игорь Косухин, Николай Зиновьев.
В 1990 году Владимир Белков стал главным тренером «Текстильщика». В своей работе он сделал упор на ивановских футболистов. Под его руководством команда в 1992—1993 гг. выступала в первой российской лиге, а в 1995 году она дошла до 1/16 финала Кубка России. На этой стадии дружина Белкова 4 октября в Иванове в упорной борьбе уступила действующему обладателю трофея — московскому «Динамо» (0:1). Памятную встречу посетили более 10 тысяч зрителей. 16 мая 1998 года тренер покинул «Текстильщик» и вошёл в тренерский штаб шуйского профессионального клуба «Спартак-Телеком». В 2004 году после объединения двух областных команд стал старшим тренером ФК «Текстильщик-Телеком». В 2005 году во второй раз возглавил красно-чёрных. Под его руководством ивановцы в 2006 году, несмотря на большие финансовые проблемы и отсутствие южных сборов, сенсационно заняли первое место в западной зоне второго дивизиона и спустя 13 лет пробились в первый дивизион. По итогам сезона Владимир Белков был признан лучшим тренером зоны «Запад» ПФЛ. Всего под его руководством «Текстильщик» провёл в первенствах СССР и России 386 игр (183 победы, 80 ничьих и 123 поражения). Больше времени на посту наставника команды находился только Забродин.
После выхода клуба в первый дивизион Белков по состоянию здоровья покинул его. Специалист работал с любительским коллективом «Вичуга», а позднее входил в штаб молодёжной команды «Текстильщика». В 2010 году он завершил свою тренерскую карьеру. В последние годы наставник тяжело болел. Скончался 9 февраля 2022 года на 81-м году жизни.

## Достижения
- Победитель зоны «Запад» второго дивизиона (1): 2006.
- Лучший тренер зоны «Запад» второго дивизиона (1): 2006.

## Семья
Сын тренера Эдуард Белков (род. 1966) является известным ивановским спортивным медиком. Долгие годы он работал врачом в «Текстильщике». В 2017 году он вернулся в клуб. Также он трудился в «Спартаке-Телекоме» и в костромском «Спартаке».